# Макуц Богдан Володимирович
Богда́н Володимирович Макуц (*4 квітня 1960, Львів) — український радянський гімнаст, олімпійський чемпіон, а також український суддя та спортивний коментатор гімнастичних змагань.
Тренувався у Львові в спортивному клубі армії.
Золоту олімпійську нагороду Богдан Макуц здобув у складі збірної СРСР зі спортивної гімнастики на московській Олімпіаді в командному заліку.